# Psychogena
Psychogena is een geslacht van vlinders van de familie van de Houtboorders (Cossidae), uit de onderfamilie van de Hypoptinae. De wetenschappelijke naam en de beschrijving van dit geslacht werden voor het eerst in 1911 gepubliceerd door William Schaus.
De soorten van dit geslacht komen voor in Midden- en Zuid-Amerika.

## Soorten
- Psychogena duplex (Schaus, 1905)
- Psychogena miranda Schaus, 1911